# Юероп Пойнт
ФК «Юероп Пойнт» (англ. Europa Point Football Club) — футбольний клуб з Гібралтару, заснований 2014 року. Виступає у Другому дивізіоні Гібралтару. У сезоні чемпіонату 2016–2017 років виступав у Прем'єр-дивізіоні. Домашні матчі приймає на стадіоні «Вікторія», місткістю 5 000 глядачів.